# Mirosław Stanisław Wachowski
Mirosław Stanisław Wachowski (Pisz, 8 de mayo de 1970) es un sacerdote polaco, actual subsecretario de la Sección para los Estados de la Secretaría de Estado de la Santa Sede.

## Biografía
Wachowski fue ordenado sacerdote el 15 de junio de 1996 en Ełk, incardinándose en esa diócesis polaca.
Tras doctorarse en Derecho Canónico, ingresó en la Academia Pontificia Eclesiástica. El 1 de julio de 2004, se incorporó en el servicio diplomático de la Santa Sede. Fue Secretario de la Nunciatura Apostólica en Senegal, miembro de la Representación de la Santa Sede ante Organizaciones Internacionales en Viena, Consejero de la Nunciatura Apostólica en Polonia, y miembro de la Sección de Relaciones con los Estados en la Secretaría de Estado (2015-2019).
El 24 de octubre de 2019, el Papa Francisco le nombró subsecretario de la Sección de Relaciones con la Secretaría de Estado de los Estados del Vaticano.
Habla italiano, inglés, francés y ruso.